# Pińsk (stacja kolejowa)
Pińsk (biał. Пінск, ros. Пинск) – stacja kolejowa w miejscowości Pińsk, w obwodzie brzeskim, na Białorusi. Leży na linii Homel - Łuniniec - Żabinka.
Stacja powstała w czasach carskich.

## Bibliografia

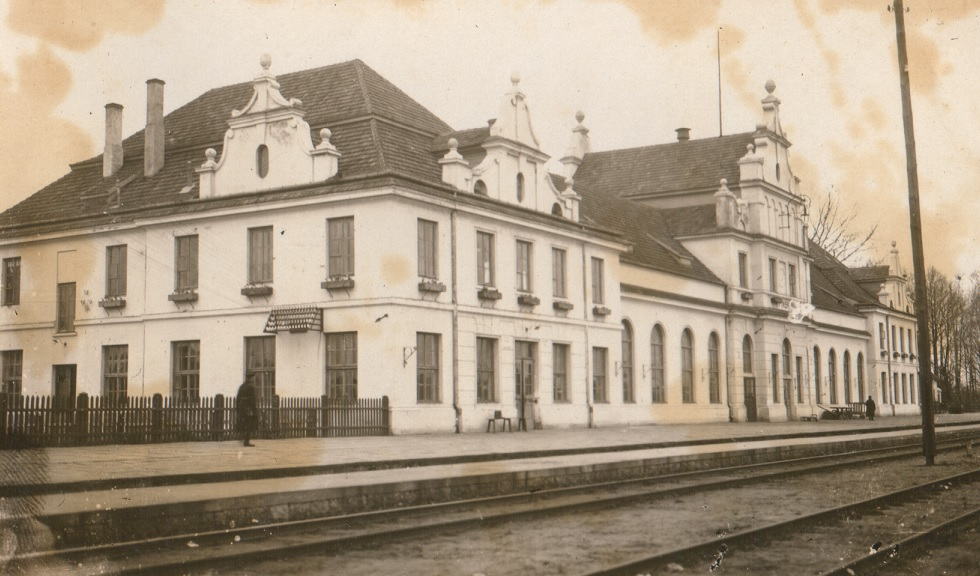
Dworzec kolejowy w Pińsku w latach 30. XX w.